# Péckvillchen

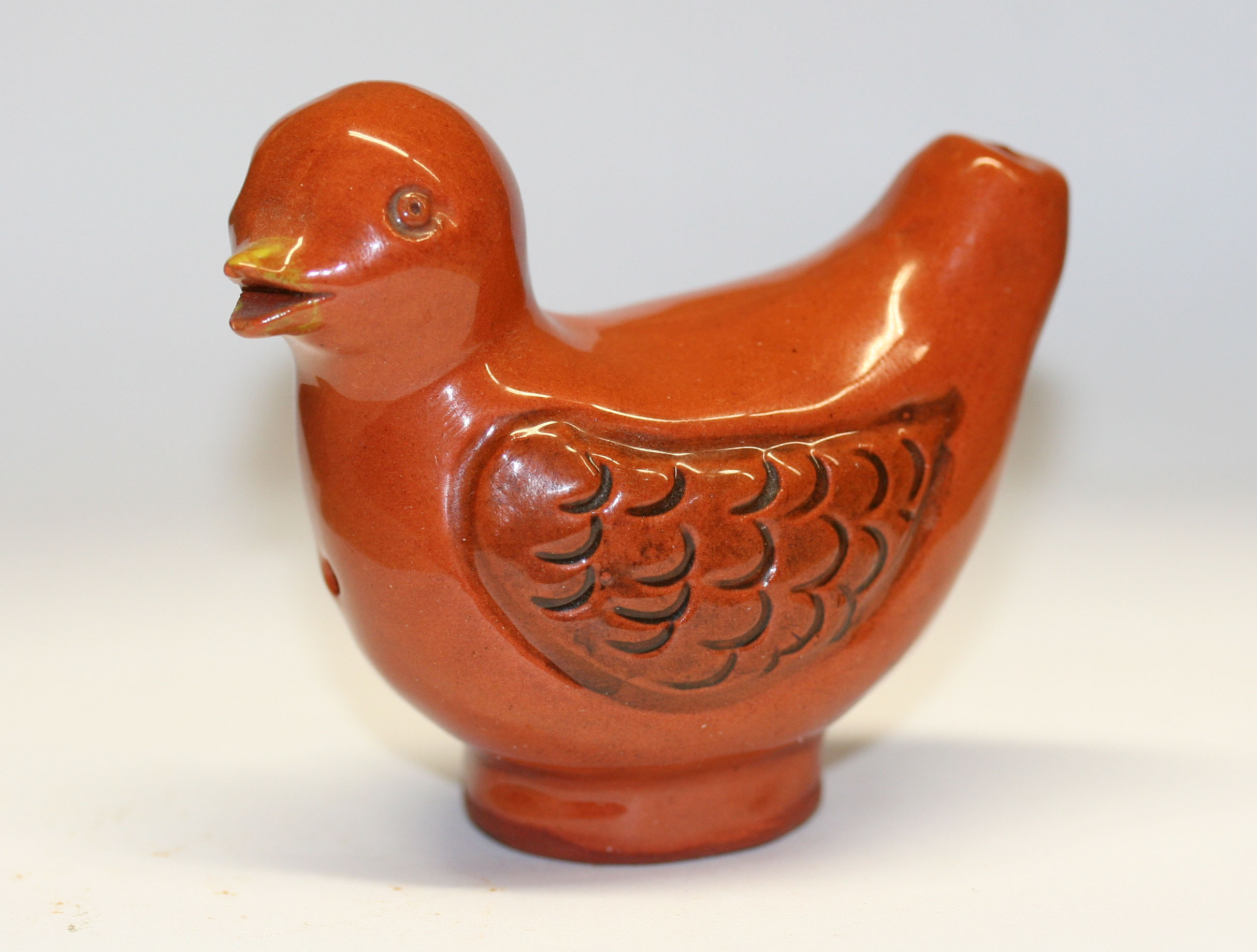
Ein Péckvillchen aus Nospelter Ton (1991)

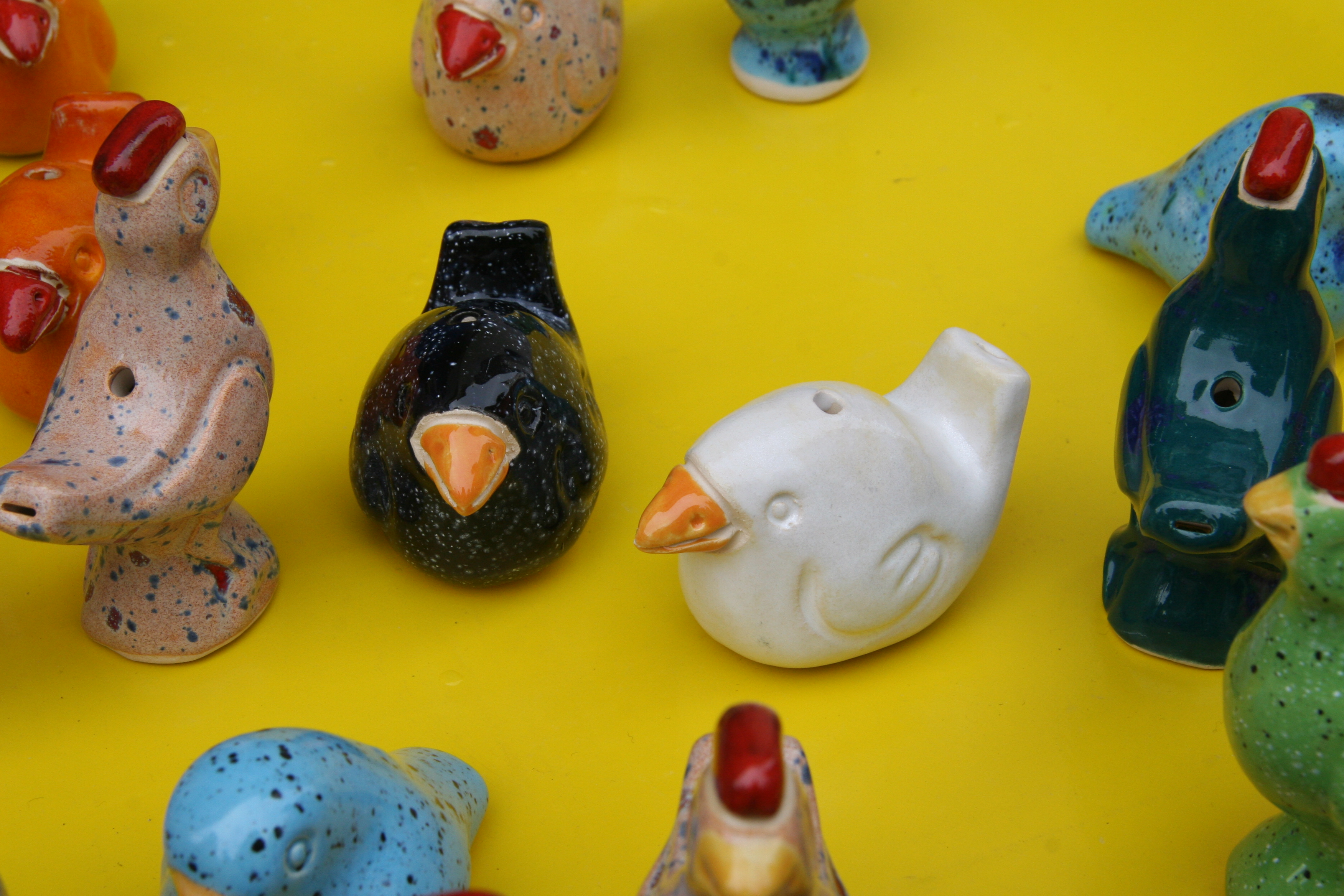
Péckvillercher auf dem Markt in Nospelt (luxemburgisch: Nouspelt), Gemeinde Kehlen, 2010

Ein Péckvillchen (Plural Péckvillercher, auch Péckvillcher, von luxemburgisch villchen, „Vögelchen“) ist eine für Luxemburg typische, aus gebranntem Ton hergestellte Gefäßflöte in Vogelform. Der Schwanz des Vogels bildet dabei das Mundstück und bei klassischen Péckvillercher können zwei Töne unterschiedlicher Höhe erzeugt werden. Es sind auch Keramikpfeifen erhältlich, bei denen Töne über eine ganze Oktave erzeugt werden können.
Péckvillercher werden in Luxemburg traditionell auf dem Eemaischen (ein Markt in Nospelt und in der Stadt Luxemburg – Fëschmaart) am Ostermontag verkauft. Da sie jedes Jahr anders aussehen, sind sie auch Sammlerstücke. Vor allem von Sammlern gesucht seien diejenigen Péckvillercher aus rotbraunem Ton, die in Nospelt hergestellt und verkauft werden. Die Formenvielfalt steigert bzw. ändert sich von Jahr zu Jahr, es werden auch solche Keramikpfeifen aus Porzellan angeboten, teilweise auch Billigprodukte aus Gips, die traditionelle Vogelform wird auch durch andere Tierformen und abstrakte Formen ergänzt. Einige der angebotenen Péckvillercher können inzwischen als Musikinstrumente bezeichnet werden, da auf ihnen bis zu zwei Oktaven gespielt werden können.
Formähnlich zu den traditionellen Péckvillercher sind die Gefäßflöten pardipill in Estland, lergök in Schweden und svistul’ka in Russland. Die Ausführung in Vogelform findet sich bereits bei alten historischen Artefakten.